# Jos Heyligen
Jos Heyligen (30 de junho de 1947) é um ex-futebolista belga. 

## Carreira
Ele foi vice-campeão europeu pela seleção de seu país no Campeonato Europeu de Futebol de 1980, sediado na Itália.